# Мирзалиев, Мирлан Алимжанович
Мирлан Алимжанович Мирзалиев (19 мая 1974) — киргизский футболист, нападающий. Выступал за сборную Кыргызстана.

## Биография

### Клубная карьера
Начал взрослую карьеру в 1992 году в ошском «Алае» в высшей лиге Кыргызстана. Становился бронзовым призёром чемпионатов страны 1992 (в том сезоне сыграл только один матч) и 1993 годов. В 1996—1997 годах играл за объединённый клуб «Динамо-Алай», в его составе стал бронзовым призёром чемпионата (1996) и финалистом Кубка Кыргызстана (1997).
В ходе сезона 1997 года перешёл в бишкекское «Динамо», в его составе стал трёхкратным чемпионом Кыргызстана (1997, 1998, 1999) и серебряным призёром чемпионата (2000). В 2000 году занял четвёртое место в споре бомбардиров сезона с 17 голами и стал лучшим бомбардиром своего клуба.
Сезон 2001 года провёл в «Дордое». Затем вернулся в Ош, где выступал за «Динамо-Алай», «Динамо-УВД» и «Алай». В 2002 году вошёл в тройку лучших бомбардиров чемпионата, забив 10 голов, в 2003 году в споре бомбардиров был шестым с 22 голами. В 2008 году в составе «Алая» стал бронзовым призёром, но в том году практически не попадал в состав и не забил ни одного гола в чемпионате, после чего завершил карьеру.
Всего в высшей лиге Кыргызстана забил 136 голов.

### Карьера в сборной
В национальной сборной Кыргызстана дебютировал 4 июня 1997 года в матче отборочного турнира чемпионата мира против Ирана, заменив на 74-й минуте Александра Мерзликина. Сыграл 4 матча в июне 1997 года, затем три года не выступал за сборную. Вернулся в состав команды в мае 2000 года, сыграв ещё три матча.
Всего в 1997—2000 годах провёл за сборную Кыргызстана 7 матчей, не забив ни одного гола.

## Личная жизнь
Мирлан — старший из трёх братьев Мирзалиевых, игравших в футбол на профессиональном уровне. Средний брат Улан (род. 1982) рано закончил с футболом, а младший, Алмазбек (род. 1987) много лет играл в высшей лиге Кыргызстана на позиции нападающего и тоже выступал за сборную страны. В середине 2000-х годов Мирлан и Алмаз в течение нескольких сезонов составляли пару нападающих ошского «Алая».